# Bundestagswahlkreis München-Süd
Der Wahlkreis München-Süd (Wahlkreis 218; bis zur Bundestagswahl 2021 Wahlkreis 219) ist seit 1949 ein Bundestagswahlkreis in Bayern. Er umfasst die Münchner Stadtbezirke Hadern, Obergiesing-Fasangarten, Sendling, Sendling-Westpark, Thalkirchen-Obersendling-Forstenried-Fürstenried-Solln und Untergiesing-Harlaching.

## Wahlkreisgeschichte
| Wahl      | Wahlkreisname   | Gebiet |
| --------- | --------------- | --- |
| 1949      | 7 München-Süd   | Sendling, Thalkirchen, Obersendling, Forstenried, Fürstenried, Solln, Hadern, Altstadt, Ludwigsvorstadt, Isarvorstadt, Au                     |
| 1953–1961 | 202 München-Süd | Sendling, Thalkirchen, Obersendling, Forstenried, Fürstenried, Solln, Hadern, Altstadt, Ludwigsvorstadt, Isarvorstadt, Au                     |
| 1965–1972 | 207 München-Süd | Sendling, Giesing, Harlaching, Thalkirchen, Obersendling, Forstenried, Fürstenried, Solln, Hadern,                                            |
| 1976      | 207 München-Süd | Mittersendling, Giesing, Harlaching, Thalkirchen, Obersendling, Forstenried, Fürstenried, Solln, Hadern                                       |
| 1980–1998 | 206 München-Süd | Mittersendling, Giesing, Harlaching, Thalkirchen, Obersendling, Forstenried, Fürstenried, Solln, Hadern                                       |
| 2002–2005 | 221 München-Süd | Sendling, Sendling-Westpark, Obergiesing-Fasangarten, Untergiesing-Harlaching, Thalkirchen-Obersendling-Forstenried-Fürstenried-Solln, Hadern |
| 2009–2012 | 220 München-Süd | Sendling, Sendling-Westpark, Obergiesing-Fasangarten, Untergiesing-Harlaching, Thalkirchen-Obersendling-Forstenried-Fürstenried-Solln, Hadern |
| 2017–2021 | 219 München-Süd | Sendling, Sendling-Westpark, Obergiesing-Fasangarten, Untergiesing-Harlaching, Thalkirchen-Obersendling-Forstenried-Fürstenried-Solln, Hadern |
| 2025–     | 218 München-Süd | Sendling, Sendling-Westpark, Obergiesing-Fasangarten, Untergiesing-Harlaching, Thalkirchen-Obersendling-Forstenried-Fürstenried-Solln, Hadern |

## Wahlkreisabgeordnete
| Wahl | Abgeordneter                              | Abgeordneter                              | Partei                                    | Stimmen in %                              |
| ---- | ----------------------------------------- | ----------------------------------------- | ----------------------------------------- | ----------------------------------------- |
| 1949 |                                           | Max Wönner                                | SPD                                       | 27,7                                      |
| 1953 |                                           | Karl Wieninger                            | CSU                                       | 48,9                                      |
| 1957 | 46,5                                      | Karl Wieninger                            | CSU                                       |                                           |
| 1961 | 42,1                                      | Karl Wieninger                            | CSU                                       |                                           |
| 1965 |                                           | Günther Müller                            | SPD                                       | 47,0                                      |
| 1969 | 53,1                                      | Günther Müller                            | SPD                                       |                                           |
| 1972 |                                           | Rudolf Schöfberger                        | SPD                                       | 50,3                                      |
| 1976 |                                           | Erich Riedl                               | CSU                                       | 47,8                                      |
| 1980 | 44,4                                      | Erich Riedl                               | CSU                                       |                                           |
| 1983 | 44,3                                      | Erich Riedl                               | CSU                                       |                                           |
| 1987 | 43,9                                      | Erich Riedl                               | CSU                                       |                                           |
| 1990 | 38,6                                      | Erich Riedl                               | CSU                                       |                                           |
| 1994 | 45,0                                      | Erich Riedl                               | CSU                                       |                                           |
| 1998 |                                           | Christoph Moosbauer                       | SPD                                       | 42,0                                      |
| 2002 |                                           | Peter Gauweiler                           | CSU                                       | 44,4                                      |
| 2005 | 44,0                                      | Peter Gauweiler                           | CSU                                       |                                           |
| 2009 | 38,2                                      | Peter Gauweiler                           | CSU                                       |                                           |
| 2013 | 43,4                                      | Peter Gauweiler                           | CSU                                       |                                           |
| 2017 |                                           | Michael Kuffer                            | CSU                                       | 33,0                                      |
| 2021 |                                           | Jamila Schäfer                            | GRÜNE                                     | 27,5                                      |
| 2025 | Niemand – ungenügende Zweitstimmendeckung | Niemand – ungenügende Zweitstimmendeckung | Niemand – ungenügende Zweitstimmendeckung | Niemand – ungenügende Zweitstimmendeckung |

## Wahlergebnisse

### Bundestagswahl 2025
Zur Bundestagswahl 2025 am 23. Februar wurden folgende 12 Direktkandidaten und 17 Landeslisten zugelassen (Vorläufiges Ergebnis):
| Kandidaten                                                                      | Kandidaten               | Parteien/Listen     | Erststimmen | Erststimmen | Zweitstimmen | Zweitstimmen |
| Kandidaten                                                                      | Kandidaten               | Parteien/Listen     | Stimmen     | %           | Stimmen      | %            |
| ------------------------------------------------------------------------------- | ------------------------ | ------------------- | ----------- | ----------- | ------------ | ------------ |
|                                                                                 | Claudia Küng             | CSU                 | 54.803      | 30,4        | 51.845       | 28,7         |
|                                                                                 | Sebastian Roloff         | SPD                 | 26.427      | 14,6        | 28.005       | 15,5         |
|                                                                                 | Jamila Schäfer           | GRÜNE               | 53.695      | 29,8        | 43.483       | 24,1         |
|                                                                                 | Julika Sandt             | FDP                 | 7.163       | 4,0         | 10.046       | 5,6          |
|                                                                                 | Wolfgang Wiehle          | AfD                 | 15.864      | 8,8         | 16.773       | 9,3          |
|                                                                                 | Loraine Bender-Schwering | FREIE WÄHLER        | 2.357       | 1,3         | 2.086        | 1,2          |
|                                                                                 | Carmen Fesl              | LINKE               | 9.819       | 5,4         | 16.846       | 9,3          |
|                                                                                 | -                        | dieBasis            | –           | –           | 392          | 0,2          |
|                                                                                 | Norbert Penstetter       | Tierschutzpartei    | 1.641       | 0,9         | 1.324        | 0,7          |
|                                                                                 | Barbara Hinkelbein       | Die PARTEI          | 1.167       | 0,6         | 804          | 0,4          |
|                                                                                 | -                        | ÖDP                 | –           | –           | 652          | 0,4          |
|                                                                                 | -                        | BP                  | –           | –           | 153          | 0,1          |
|                                                                                 | Massimo Ferraro          | Volt                | 2.778       | 1,5         | 2.268        | 1,3          |
|                                                                                 | –                        | PdH                 | –           | –           | 173          | 0,1          |
|                                                                                 | Patrick Ziegler          | MLPD                | 102         | 0,1         | 53           | 0,0          |
|                                                                                 | –                        | BÜNDNIS DEUTSCHLAND | –           | –           | 104          | 0,1          |
|                                                                                 | Klaus Ernst              | BSW                 | 4.588       | 2,5         | 5.582        | 3,1          |
| Gesamt                                                                          | Gesamt                   | Gesamt              | 180.404     | 100         | 180.589      | 100          |
|                                                                                 |                          |                     |             |             |              |              |
| Ungültige Stimmen                                                               | Ungültige Stimmen        | Ungültige Stimmen   | 629         | 0,3         | 444          | 0,2          |
| Wähler                                                                          | Wähler                   | Wähler              | 181.033     | 84,2        | 181.033      | 84,2         |
| Wahlberechtigte                                                                 | Wahlberechtigte          | Wahlberechtigte     | 214.876     |             | 214.876      |              |
|                                                                                 |                          |                     |             |             |              |              |
| Anmerkung: kein Kandidat hat ein Direktmandat bekommen (siehe Wahlrechtsreform) |                          |                     |             |             |              |              |
|                                                                                 |                          |                     |             |             |              |              |
| Quellen: Bayerisches Landesamt für Statistik                                    |                          |                     |             |             |              |              |

Kursive Direktkandidaten kandidieren nicht für die Landesliste, kursive Parteien treten ohne Landesliste an.

### Bundestagswahl 2021
Zur Bundestagswahl 2021 am 26. September 2021 wurden folgende 17 Direktkandidaten und 26 Landeslisten zugelassen: Das Direktmandat gewann Jamila Schäfer. Über die jeweiligen Landeslisten wurden Sebastian Roloff, Thomas Sattelberger und Wolfgang Wiehle in den Bundestag gewählt. Sattelberger gab sein Mandat im August 2022 ab.
| Kandidaten                                            | Kandidaten                  | Parteien/Listen      | Erststimmen | Erststimmen | Zweitstimmen | Zweitstimmen |
| Kandidaten                                            | Kandidaten                  | Parteien/Listen      | Stimmen     | %           | Stimmen      | %            |
| ----------------------------------------------------- | --------------------------- | -------------------- | ----------- | ----------- | ------------ | ------------ |
|                                                       | Michael Kuffer              | CSU                  | 46.059      | 26,8        | 40.585       | 23,5         |
|                                                       | Sebastian Roloff            | SPD                  | 33.924      | 19,7        | 33.117       | 19,2         |
|                                                       | Wolfgang Wiehle             | AfD                  | 7.641       | 4,4         | 7.910        | 4,6          |
|                                                       | Thomas Sattelberger         | FDP                  | 16.437      | 9,5         | 21.495       | 12,5         |
|                                                       | Jamila Schäfergewählt im WK | GRÜNE                | 47.256      | 27,5        | 45.562       | 26,4         |
|                                                       | Kerem Schamberger           | LINKE                | 6.236       | 3,6         | 7.669        | 4,4          |
|                                                       | Loraine Bender-Schwering    | FREIE WÄHLER         | 4.464       | 2,6         | 4.724        | 2,7          |
|                                                       | Martina Bonertz             | ÖDP                  | 2.532       | 1,5         | 1.306        | 0,8          |
|                                                       | Stephanie Weiser            | Tierschutzpartei     | 2.610       | 1,5         | 1.711        | 1,0          |
|                                                       | –                           | BP                   | –           | –           | 357          | 0,2          |
|                                                       | Anja Mebes                  | Die PARTEI           | 2.060       | 1,2         | 1.299        | 0,8          |
|                                                       | –                           | PIRATEN              | –           | –           | 608          | 0,4          |
|                                                       | –                           | NPD                  | –           | –           | 40           | 0,0          |
|                                                       | –                           | V-Partei³            | –           | –           | 197          | 0,1          |
|                                                       | –                           | Gesundheitsforschung | –           | –           | 145          | 0,1          |
|                                                       | Patrick Ziegler             | MLPD                 | 109         | 0,1         | 44           | 0,0          |
|                                                       | –                           | DKP                  | –           | –           | 45           | 0,0          |
|                                                       | Anna Petukova               | dieBasis             | 2.668       | 1,6         | 2.388        | 1,4          |
|                                                       | –                           | Bündnis C            | –           | –           | 83           | 0,0          |
|                                                       | –                           | Der III. Weg         | –           | –           | 32           | 0,0          |
|                                                       | –                           | du.                  | –           | –           | 165          | 0,1          |
|                                                       | –                           | LKR                  | –           | –           | 36           | 0,0          |
|                                                       | –                           | Die Humanisten       | –           | –           | 172          | 0,1          |
|                                                       | –                           | Team Todenhöfer      | –           | –           | 1.000        | 0,6          |
|                                                       | –                           | UNABHÄNGIGE          | –           | –           | 184          | 0,1          |
|                                                       | –                           | Volt                 | –           | –           | 1.497        | 0,9          |
|                                                       | Christa Kaiser              | BüSo                 | 133         | 0,1         | –            | –            |
| Gesamt                                                | Gesamt                      | Gesamt               | 172.129     | 100         | 172.371      | 100          |
|                                                       |                             |                      |             |             |              |              |
| Ungültige Stimmen                                     | Ungültige Stimmen           | Ungültige Stimmen    | 841         | 0,5         | 599          | 0,3          |
| Wähler                                                | Wähler                      | Wähler               | 172.970     | 80,6        | 172.970      | 80,6         |
| Wahlberechtigte                                       | Wahlberechtigte             | Wahlberechtigte      | 214.606     |             | 214.606      |              |
|                                                       |                             |                      |             |             |              |              |
| Quellen: Die Bundeswahlleiterin, Kandidaten – Stimmen |                             |                      |             |             |              |              |

Kursive Direktkandidaten kandidieren nicht für die Landesliste, kursive Parteien sind nicht Teil der Landesliste.

### Bundestagswahl 2017
Zur Bundestagswahl 2017 am 24. September wurden 12 Direktkandidaten und 21 Landeslisten zugelassen.
| Kandidaten                                            | Kandidaten                  | Parteien/Listen      | Erststimmen | Erststimmen | Zweitstimmen | Zweitstimmen |
| Kandidaten                                            | Kandidaten                  | Parteien/Listen      | Stimmen     | %           | Stimmen      | %            |
| ----------------------------------------------------- | --------------------------- | -------------------- | ----------- | ----------- | ------------ | ------------ |
|                                                       | Michael Kuffergewählt im WK | CSU                  | 55.894      | 33,0        | 50.686       | 29,8         |
|                                                       | Sebastian Roloff            | SPD                  | 39.873      | 23,5        | 27.500       | 16,2         |
|                                                       | Peter Heilrath              | GRÜNE                | 23.343      | 13,8        | 29.560       | 17,4         |
|                                                       | Thomas Sattelberger         | FDP                  | 15.332      | 9,1         | 22.587       | 13,3         |
|                                                       | Wolfgang Wiehle             | AfD                  | 12.921      | 7,6         | 14.578       | 8,6          |
|                                                       | Nicole Gohlke               | LINKE                | 12.611      | 7,4         | 14.694       | 8,7          |
|                                                       | Günther Görlich             | FREIE WÄHLER         | 2.803       | 1,7         | 1.982        | 1,2          |
|                                                       | –                           | PIRATEN              | –           | –           | 719          | 0,4          |
|                                                       | Michael Schabl              | ÖDP                  | 2.679       | 1,6         | 1.458        | 0,9          |
|                                                       | Alexander Müller            | BP                   | 1.190       | 0,7         | 890          | 0,5          |
|                                                       | –                           | NPD                  | –           | –           | 144          | 0,1          |
|                                                       | –                           | Tierschutzpartei     | –           | –           | 1.467        | 0,9          |
|                                                       | Marion Schmidt              | MLPD                 | 164         | 0,1         | 79           | 0,0          |
|                                                       | Erich Kaisersberger         | Büso                 | 172         | 0,1         | 50           | 0,0          |
|                                                       | –                           | BGE                  | –           | –           | 378          | 0,2          |
|                                                       | –                           | DiB                  | –           | –           | 625          | 0,4          |
|                                                       | –                           | DKP                  | –           | –           | 30           | 0,0          |
|                                                       | –                           | DM                   | –           | –           | 241          | 0,1          |
|                                                       | Gerhard Bruckner            | Die PARTEI           | 2.415       | 1,4         | 1.655        | 1,0          |
|                                                       | –                           | Gesundheitsforschung | –           | –           | 157          | 0,1          |
|                                                       | –                           | V-Partei³            | –           | –           | 344          | 0,2          |
| Gesamt                                                | Gesamt                      | Gesamt               | 169.397     | 100         | 169.824      | 100          |
|                                                       |                             |                      |             |             |              |              |
| Ungültige Stimmen                                     | Ungültige Stimmen           | Ungültige Stimmen    | 1.086       | 0,6         | 659          | 0,4          |
| Wähler                                                | Wähler                      | Wähler               | 170.483     | 78,7        | 170.483      | 78,7         |
| Wahlberechtigte                                       | Wahlberechtigte             | Wahlberechtigte      | 216.725     |             | 216.725      |              |
|                                                       |                             |                      |             |             |              |              |
| Quellen: Die Bundeswahlleiterin, Kandidaten – Stimmen |                             |                      |             |             |              |              |

### Bundestagswahl 2013
| Kandidaten                                            | Kandidaten                   | Parteien/Listen     | Erststimmen | Erststimmen | Zweitstimmen | Zweitstimmen |
| Kandidaten                                            | Kandidaten                   | Parteien/Listen     | Stimmen     | %           | Stimmen      | %            |
| ----------------------------------------------------- | ---------------------------- | ------------------- | ----------- | ----------- | ------------ | ------------ |
|                                                       | Peter Gauweilergewählt im WK | CSU                 | 66.513      | 43,4        | 58.097       | 37,9         |
|                                                       | Christian Vorländer          | SPD                 | 43.571      | 28,4        | 36.877       | 24,0         |
|                                                       | Randhir Dindoyal             | FDP                 | 4.650       | 3,0         | 10.727       | 7,0          |
|                                                       | Jerzy Montag                 | GRÜNE               | 17.407      | 11,4        | 21.440       | 14,0         |
|                                                       | Nicole Gohlke                | DIE LINKE           | 6.027       | 3,9         | 7.341        | 4,8          |
|                                                       | Nikolaus Jaroslawsky         | PIRATEN             | 3.950       | 2,6         | 4.003        | 2,6          |
|                                                       | Renate Werlberger            | NPD                 | 744         | 0,5         | 632          | 0,4          |
|                                                       | Sebastian Frankenberger      | ödp                 | 2.598       | 1,7         | 1.418        | 0,9          |
|                                                       | –                            | REP                 | –           | –           | 283          | 0,2          |
|                                                       | –                            | Bündnis 21/RRP      | –           | –           | 46           | 0,0          |
|                                                       | –                            | BP                  | –           | –           | 1.088        | 0,7          |
|                                                       | –                            | Tierschutzpartei    | –           | –           | 1.092        | 0,7          |
|                                                       | –                            | DIE VIOLETTEN       | –           | –           | 224          | 0,1          |
|                                                       | Christa Kaiser               | BüSo                | 138         | 0,1         | 49           | 0,0          |
|                                                       | –                            | MLPD                | –           | –           | 42           | 0,0          |
|                                                       | Andre Röhm                   | AFD                 | 4.661       | 3,0         | 7.082        | 4,6          |
|                                                       | –                            | pro Deutschland     | –           | –           | 82           | 0,1          |
|                                                       | –                            | DIE FRAUEN          | –           | –           | 256          | 0,2          |
|                                                       | Martin Blasi                 | FREIE WÄHLER        | 2.912       | 1,9         | 2.493        | 1,6          |
|                                                       | –                            | PARTEI DER VERNUNFT | –           | –           | 125          | 0,1          |
| Gesamt                                                | Gesamt                       | Gesamt              | 153.171     | 100         | 153.397      | 100          |
|                                                       |                              |                     |             |             |              |              |
| Ungültige Stimmen                                     | Ungültige Stimmen            | Ungültige Stimmen   | 975         | 0,6         | 749          | 0,5          |
| Wähler                                                | Wähler                       | Wähler              | 154.146     | 71,6        | 154.146      | 71,6         |
| Wahlberechtigte                                       | Wahlberechtigte              | Wahlberechtigte     | 215.368     |             | 215.368      |              |
|                                                       |                              |                     |             |             |              |              |
| Quellen: Die Bundeswahlleiterin, Kandidaten – Stimmen |                              |                     |             |             |              |              |

### Bundestagswahl 2009
| Kandidaten                                          | Kandidaten                   | Parteien/Listen      | Erststimmen | Erststimmen | Zweitstimmen | Zweitstimmen |
| Kandidaten                                          | Kandidaten                   | Parteien/Listen      | Stimmen     | %           | Stimmen      | %            |
| --------------------------------------------------- | ---------------------------- | -------------------- | ----------- | ----------- | ------------ | ------------ |
|                                                     | Peter Gauweilergewählt im WK | CSU                  | 58.849      | 38,2        | 51.064       | 33,0         |
|                                                     | Christian Vorländer          | SPD                  | 43.835      | 28,4        | 30.403       | 19,7         |
|                                                     | Richard Ladewig              | FDP                  | 17.033      | 11,1        | 25.600       | 16,6         |
|                                                     | Jerzy Montag                 | GRÜNE                | 20.507      | 13,3        | 26.219       | 17,0         |
|                                                     | Michael Wendl                | DIE LINKE            | 8.266       | 5,4         | 10.603       | 6,9          |
|                                                     | Renate Werlberger            | NPD                  | 1.289       | 0,8         | 1.073        | 0,7          |
|                                                     | –                            | REP                  | –           | –           | 503          | 0,3          |
|                                                     | –                            | FAMILIE              | –           | –           | 493          | 0,3          |
|                                                     | –                            | BP                   | –           | –           | 813          | 0,5          |
|                                                     | –                            | PBC                  | –           | –           | 153          | 0,1          |
|                                                     | Christa Kaiser               | BüSo                 | 460         | 0,3         | 148          | 0,1          |
|                                                     | –                            | MLPD                 | –           | –           | 54           | 0,0          |
|                                                     | –                            | CM                   | –           | –           | 111          | 0,1          |
|                                                     | –                            | DVU                  | –           | –           | 63           | 0,0          |
|                                                     | –                            | DIE VIOLETTEN        | –           | –           | 325          | 0,2          |
|                                                     | –                            | Die Tierschutzpartei | –           | –           | 1.005        | 0,6          |
|                                                     | Conrad Lausberg              | ödp                  | 2.097       | 1,4         | 1.236        | 0,8          |
|                                                     | –                            | PIRATEN              | –           | –           | 3.624        | 2,3          |
|                                                     | –                            | RRP                  | –           | –           | 1.176        | 0,8          |
|                                                     | Maria Frank                  | Einzelbewerberin a   | 617         | 0,4         | –            | –            |
|                                                     | Sven Steinmeyer              | Einzelbewerber b     | 1.167       | 0,8         | –            | –            |
| Gesamt                                              | Gesamt                       | Gesamt               | 154.120     | 100         | 154.666      | 100          |
|                                                     |                              |                      |             |             |              |              |
| Ungültige Stimmen                                   | Ungültige Stimmen            | Ungültige Stimmen    | 1.546       | 1,0         | 1.000        | 0,6          |
| Wähler                                              | Wähler                       | Wähler               | 155.666     | 73,6        | 155.666      | 73,6         |
| Wahlberechtigte                                     | Wahlberechtigte              | Wahlberechtigte      | 211.617     |             | 211.617      |              |
|                                                     |                              |                      |             |             |              |              |
| Quellen: Der Bundeswahlleiter, Kandidaten – Stimmen |                              |                      |             |             |              |              |

### Bundestagswahl 2005
| Kandidaten                                          | Kandidaten                   | Parteien/Listen   | Erststimmen | Erststimmen | Zweitstimmen | Zweitstimmen |
| Kandidaten                                          | Kandidaten                   | Parteien/Listen   | Stimmen     | %           | Stimmen      | %            |
| --------------------------------------------------- | ---------------------------- | ----------------- | ----------- | ----------- | ------------ | ------------ |
|                                                     | Peter Gauweilergewählt im WK | CSU               | 67.133      | 44,0        | 58.952       | 38,5         |
|                                                     | Brigitte Maria Meier         | SPD               | 56.508      | 37,0        | 44.729       | 29,2         |
|                                                     | Jerzy Montag                 | GRÜNE             | 12.470      | 8,2         | 20.697       | 13,5         |
|                                                     | Julika Muriel Sandt          | FDP               | 9.134       | 6,0         | 18.372       | 12,0         |
|                                                     | –                            | REP               | –           | –           | 598          | 0,4          |
|                                                     | Michaele Siebe               | Die Linke.        | 4.099       | 2,7         | 5.953        | 3,9          |
|                                                     | Rüdiger Maximilian Schrembs  | NPD               | 1.363       | 0,9         | 1.198        | 0,8          |
|                                                     | –                            | PBC               | –           | –           | 205          | 0,1          |
|                                                     | –                            | BP                | –           | –           | 523          | 0,3          |
|                                                     | –                            | DIE FRAUEN        | –           | –           | 258          | 0,2          |
|                                                     | –                            | GRAUE             | –           | –           | 719          | 0,5          |
|                                                     | Christa Ute Anne Kaiser      | BüSo              | 441         | 0,3         | 193          | 0,1          |
|                                                     | Alexandra Scherer            | FAMILIE           | 1.518       | 1,0         | 703          | 0,5          |
|                                                     | –                            | MLPD              | –           | –           | 73           | 0,0          |
| Gesamt                                              | Gesamt                       | Gesamt            | 152.666     | 100         | 153.173      | 100          |
|                                                     |                              |                   |             |             |              |              |
| Ungültige Stimmen                                   | Ungültige Stimmen            | Ungültige Stimmen | 1.720       | 1,1         | 1.213        | 0,8          |
| Wähler                                              | Wähler                       | Wähler            | 154.386     | 77,0        | 154.386      | 77,0         |
| Wahlberechtigte                                     | Wahlberechtigte              | Wahlberechtigte   | 200.500     |             | 200.500      |              |
|                                                     |                              |                   |             |             |              |              |
| Quellen: Der Bundeswahlleiter, Kandidaten – Stimmen |                              |                   |             |             |              |              |

### Bundestagswahl 2002
| Kandidaten                                          | Kandidaten                   | Parteien/Listen   | Erststimmen | Erststimmen | Zweitstimmen | Zweitstimmen |
| Kandidaten                                          | Kandidaten                   | Parteien/Listen   | Stimmen     | %           | Stimmen      | %            |
| --------------------------------------------------- | ---------------------------- | ----------------- | ----------- | ----------- | ------------ | ------------ |
|                                                     | Peter Gauweilergewählt im WK | CSU               | 71.150      | 44,4        | 73.477       | 45,6         |
|                                                     | Christoph Moosbauer          | SPD               | 66.428      | 41,4        | 48.286       | 29,9         |
|                                                     | Jerzy Montag                 | GRÜNE             | 12.454      | 7,8         | 24.171       | 15,0         |
|                                                     | Daniel Hoischen              | FDP               | 6.844       | 4,3         | 9.591        | 5,9          |
|                                                     | –                            | REP               | –           | –           | 642          | 0,4          |
|                                                     | Dagmar Carola Hamberger      | ödp               | 1.155       | 0,7         | 479          | 0,3          |
|                                                     | Jan Dieter Tepperies         | PDS               | 1.455       | 0,9         | 2.062        | 1,3          |
|                                                     | –                            | BP                | –           | –           | 203          | 0,1          |
|                                                     | –                            | Tierschutz        | –           | –           | 713          | 0,4          |
|                                                     | –                            | GRAUE             | –           | –           | 253          | 0,2          |
|                                                     | –                            | PBC               | –           | –           | 133          | 0,1          |
|                                                     | –                            | NPD               | –           | –           | 301          | 0,2          |
|                                                     | –                            | DIE FRAUEN        | –           | –           | 150          | 0,1          |
|                                                     | –                            | CM                | –           | –           | 72           | 0,0          |
|                                                     | Christa Ute Anne Kaiser      | BüSo              | 231         | 0,1         | 73           | 0,0          |
|                                                     | Ana Scheiner                 | AUFBRUCH          | 594         | 0,4         | 182          | 0,1          |
|                                                     | –                            | Schill            | –           | –           | 445          | 0,3          |
| Gesamt                                              | Gesamt                       | Gesamt            | 160.311     | 100         | 161.233      | 100          |
|                                                     |                              |                   |             |             |              |              |
| Ungültige Stimmen                                   | Ungültige Stimmen            | Ungültige Stimmen | 1.720       | 1,1         | 798          | 0,5          |
| Wähler                                              | Wähler                       | Wähler            | 162.031     | 80,8        | 162.031      | 80,8         |
| Wahlberechtigte                                     | Wahlberechtigte              | Wahlberechtigte   | 200.604     |             | 200.604      |              |
|                                                     |                              |                   |             |             |              |              |
| Quellen: Der Bundeswahlleiter, Kandidaten – Stimmen |                              |                   |             |             |              |              |

### Bundestagswahl 1998
| Kandidaten                                          | Kandidaten                       | Parteien/Listen     | Erststimmen | Erststimmen | Zweitstimmen | Zweitstimmen |
| Kandidaten                                          | Kandidaten                       | Parteien/Listen     | Stimmen     | %           | Stimmen      | %            |
| --------------------------------------------------- | -------------------------------- | ------------------- | ----------- | ----------- | ------------ | ------------ |
|                                                     | Erich Riedl                      | CSU                 | 56.703      | 41,1        | 56.890       | 41,0         |
|                                                     | Christoph Moosbauergewählt im WK | SPD                 | 57.952      | 42,0        | 49.571       | 35,7         |
|                                                     | Michael Mattar                   | FDP                 | 6.742       | 4,9         | 10.185       | 7,3          |
|                                                     | Heidi Marie Müller               | GRÜNE               | 7.611       | 5,5         | 13.032       | 9,4          |
|                                                     | Jan Dieter Tepperies             | PDS                 | 1.132       | 0,8         | 1.647        | 1,2          |
|                                                     | –                                | APPD                | –           | –           | 138          | 0,1          |
|                                                     | –                                | BP                  | –           | –           | 485          | 0,3          |
|                                                     | Manuela Schoeppel                | BüSo                | 201         | 0,1         | 60           | 0,0          |
|                                                     | Hagen Straßl                     | BFB – Die Offensive | 1.313       | 1,0         | 944          | 0,7          |
|                                                     | –                                | Chance 2000         | –           | –           | 79           | 0,1          |
|                                                     | –                                | CM                  | –           | –           | 59           | 0,0          |
|                                                     | –                                | DVU                 | –           | –           | 1.098        | 0,8          |
|                                                     | Hroswitha Mechthild Röhrich      | GRAUE               | 1.127       | 0,8         | 504          | 0,4          |
|                                                     | Bernd Harald Beckmann            | REP                 | 3.438       | 2,5         | 2.326        | 1,7          |
|                                                     | –                                | DIE FRAUEN          | –           | –           | 81           | 0,1          |
|                                                     | –                                | Pro DM              | –           | –           | 372          | 0,3          |
|                                                     | Andrea Brigitte Dumberger        | MLPD                | 64          | 0,0         | 27           | 0,0          |
|                                                     | –                                | Tierschutz          | –           | –           | 484          | 0,3          |
|                                                     | –                                | NPD                 | –           | –           | 90           | 0,1          |
|                                                     | –                                | NATURGESETZ         | –           | –           | 112          | 0,1          |
|                                                     | Michael Schaaf                   | ödp                 | 1.383       | 1,0         | 597          | 0,4          |
|                                                     | –                                | PBC                 | –           | –           | 73           | 0,1          |
|                                                     | Thomas Schwärzler                | Einzelbewerber      | 360         | 0,3         | –            | –            |
| Gesamt                                              | Gesamt                           | Gesamt              | 138.026     | 100         | 138.854      | 100          |
|                                                     |                                  |                     |             |             |              |              |
| Ungültige Stimmen                                   | Ungültige Stimmen                | Ungültige Stimmen   | 1.402       | 1,0         | 574          | 0,4          |
| Wähler                                              | Wähler                           | Wähler              | 139.428     | 78,3        | 139.428      | 78,3         |
| Wahlberechtigte                                     | Wahlberechtigte                  | Wahlberechtigte     | 178.041     |             | 178.041      |              |
|                                                     |                                  |                     |             |             |              |              |
| Quellen: Der Bundeswahlleiter, Kandidaten – Stimmen |                                  |                     |             |             |              |              |

### Bundestagswahl 1994
| Kandidaten                                                              | Kandidaten                   | Parteien/Listen   | Erststimmen | Erststimmen | Zweitstimmen | Zweitstimmen |
| Kandidaten                                                              | Kandidaten                   | Parteien/Listen   | Stimmen     | %           | Stimmen      | %            |
| ----------------------------------------------------------------------- | ---------------------------- | ----------------- | ----------- | ----------- | ------------ | ------------ |
|                                                                         | Erich Riedlgewählt im WK     | CSU               | 61.904      | 45,0        | 60.472       | 43,7         |
|                                                                         | Achim Ludwig Erwin Bender    | SPD               | 48.884      | 35,5        | 43.933       | 31,8         |
|                                                                         | Michael Mattar               | FDP               | 7.399       | 5,4         | 13.184       | 9,5          |
|                                                                         | Angelika Lex                 | GRÜNE             | 10.885      | 7,9         | 11.994       | 8,7          |
|                                                                         | Heinrich Graf von Einsiedel  | PDS               | 1.151       | 0,8         | 1.450        | 1,0          |
|                                                                         | –                            | BP                | –           | –           | 784          | 0,6          |
|                                                                         | Norbert Scholl               | Solidarität       | 289         | 0,2         | 50           | 0,0          |
|                                                                         | –                            | LIGA              | –           | –           | 73           | 0,1          |
|                                                                         | –                            | CM                | –           | –           | 64           | 0,0          |
|                                                                         | Renate Borissoff-Hesselbarth | GRAUE             | 1.379       | 1,0         | 631          | 0,5          |
|                                                                         | –                            | NATURGESETZ       | –           | –           | 174          | 0,1          |
|                                                                         | Heinz Friedrich Kremzow      | REP               | 4.042       | 2,9         | 3.537        | 2,6          |
|                                                                         | –                            | MLPD              | –           | –           | 15           | 0,0          |
|                                                                         | –                            | Tierschutz        | –           | –           | 568          | 0,4          |
|                                                                         | Josef Meier                  | ödp               | 1.754       | 1,3         | 1.025        | 0,7          |
|                                                                         | –                            | PBC               | –           | –           | 86           | 0,1          |
|                                                                         | –                            | STATT Partei      | –           | –           | 261          | 0,2          |
| Gesamt                                                                  | Gesamt                       | Gesamt            | 137.687     | 100         | 138.301      | 100          |
|                                                                         |                              |                   |             |             |              |              |
| Ungültige Stimmen                                                       | Ungültige Stimmen            | Ungültige Stimmen | 1.139       | 0,8         | 525          | 0,4          |
| Wähler                                                                  | Wähler                       | Wähler            | 138.826     | 75,7        | 138.826      | 75,7         |
| Wahlberechtigte                                                         | Wahlberechtigte              | Wahlberechtigte   | 183.508     |             | 183.508      |              |
|                                                                         |                              |                   |             |             |              |              |
| Quellen: Der Bundeswahlleiter, Stimmen – Der Landeswahlleiter, Ergebnis |                              |                   |             |             |              |              |